# Malawi na Letnich Igrzyskach Olimpijskich 1992
Malawi na Letnich Igrzyskach Olimpijskich 1992 reprezentowało 2 zawodników (3 mężczyzn i 1 kobieta). Był to 4 start reprezentacji Malawi na letnich igrzyskach olimpijskich.

## Skład kadry

### Lekkoatletyka
Mężczyźni
- Francis Munthali – bieg na 800 m – odpadł w eliminacjach
- John Mwathiwa – bieg na 10 000 m – odpadł w eliminacjach,
- Smartex Tambala – maraton – 63. miejsce

Kobiety
- Prisca Singamo – bieg na 800 m – odpadła w eliminacjach